# ナシカトク
ナシカトク（nasi katok）はブルネイ発祥の料理。伝統的なナシカトクは米飯、アヤムゴレン（揚げ鶏）、辛いサンバル（ディップソース）からなる。多くは一人前をクラフト紙か箱で包装して提供される。基本の構成要素はあまり変わらないが、肉とサンバルの種類や調理法は提供する店によってバリエーションがある。

## 普及
ブルネイでは路上露天商やコンビニエンスストアから格式の高いレストランまでさまざまな場所で食べられる。2000年代後半にはナシカトクを扱う飲食チェーンや24時間営業の店が登場し、ブームとなった。これによりブルネイ固有のファストフードとしての地位を固めた。今日のブルネイでは複数のチェーンがさまざまなタイプのナシカトクを提供している。提供店の例にはナシカトク・カカ、ナシカトク・ママ、ナシカトク・リリー、ナシカトク・ナイリスがある。
ブルネイと社会・経済的なつながりの強い東マレーシアにも伝わっており、ミリ、リンバン、ラワス、ラブアン、シピタン、パパール、コタキナバルのような都市で見ることができる。

## 歴史
この料理の名はブルネイ・マレー語の「米」（ナシ）と「ノックする」（カトク）から取られている。24時間営業のファーストフード店が存在しなかった時代、夜中に飲食店の窓をノックして店主を起こし、手近な材料で食事を作ってもらったことから名付けられたという話が伝わっている。通説では、1980年代に中国系の家族がマボハイ地区のロウ・サン・フラットで開いた小さな飲食店がルーツだと考えられている。ナシプス（アンチョビとサンバルで味付けした米料理）を提供する店だったが、地元で人気が高まり夜遅くまで営業するようになった。呼び鈴が一般的ではなかった時代でもあり、顧客はドアをノックして料理を注文していた。この店は「ナシカトク・マボハイ」として現在でも営業している。

## 特徴
ナシカトクの揚げ鶏は作り方がさまざまで、それぞれ食味が異なる。鶏肉に小麦粉をまぶしてから揚げることで表面をパリッとさせたり、ターメリックで色と香りを良くしたり、数種のスパイスを合わせて鶏肉を漬けておくなどがある。近年ではナシカトクのソースや具材の選択肢が広がっている。消費者は伝統的な唐辛子ベースの辛いサンバルから、クリーミーで酸味のあるバターミルクソースやマイルドなトマト系ソースまで選ぶことができる。具材には牛肉のルンダン、子羊のグリル、ムール貝、ロブスターもあり、揚げ豆腐やテンペのようなベジタリアン向けもある。

### 廉価性
新型コロナウイルスの流行などによる原料費の高騰にもかかわらず、ブルネイなどにおいてナシカトクは安価で満腹になるメニューである。